# Begonia sect. Begonia
Begonia secc. Begonia  es una sección del género Begonia, perteneciente a la familia de las begoniáceas, a la cual pertenecen las siguientes especies: 

## Especies
| - Begonia abbottii - Begonia acutifolia - Begonia admirabilis - Begonia albidula - Begonia alcarrasica - Begonia alchemilloides - Begonia azuensis - Begonia balansae - Begonia banaoensis - Begonia bissei - Begonia bolleana - Begonia brachypoda - Begonia bullata - Begonia cacauicola - Begonia cowellii - Begonia cubensis - Begonia cucullata - Begonia decandra - Begonia descoleana - Begonia domingensis - Begonia dominicalis - Begonia eciliata - Begonia ekmanii - Begonia exigua | - Begonia exilis - Begonia fischeri - Begonia glaberrima - Begonia glandulifera - Begonia harlingii - Begonia hassleri - Begonia jamaicensis - Begonia konder-reisiana - Begonia lanstyakii - Begonia leivae - Begonia leuconeura - Begonia libanensis - Begonia lindmanii - Begonia linearifolia - Begonia lomensis - Begonia lucidissima - Begonia maestrensis - Begonia minor - Begonia mollicaulis - Begonia notiophila - Begonia obliqua - Begonia organensis - Begonia pensilis | - Begonia per-dusenii - Begonia platyptera - Begonia plumieri - Begonia purdieana - Begonia pycnantha - Begonia repens - Begonia retusa - Begonia rotundifolia - Begonia schenckii - Begonia schmidtiana - Begonia schulziana - Begonia sciadiophora - Begonia squamipes - Begonia stenotepala - Begonia stipulacea - Begonia subvillosa - Begonia tiliifolia - Begonia venosa - Begonia vincentiana - Begonia wrightiana - Begonia × hortensis - Begonia × pictavensis |